# ماهی ماسه
ماهی ماسه (نام علمی: Percopsis transmontana) نام یک گونه از سرده سوف‌های آزاد است.